# Gabelschwanzmöwe
Die Gabelschwanzmöwe (Creagrus furcatus) ist eine 55–60 Zentimeter große nachtaktive Möwenart, die in Südamerika vertreten ist.

## Beschreibung
Die Gabelschwanzmöwe hat ein graues Gefieder. Kopf, Schnabel und Schwanz sind schwarz. Der Hals, Bauch und Schnabelspitze und -ansatz sind weiß, Beine und Schwimmfüße rot. Sie hat einen roten Ring um die Augen, wodurch diese größer erscheinen. Das Schwanzende ist geteilt wie eine Gabel.

## Verbreitung
Die Gabelschwanzmöwe kommt auf den Galapagosinseln und in Kolumbien, Ecuador und im Süden von Peru vor. Zum Überwintern zieht sie auf die Inseln im Nordwesten Südamerikas. Es soll etwa 30.000 Tiere geben.

## Lebensweise
Sie jagt nachts in kleineren Schwärmen auf dem Meer und hält sich tagsüber bei ihrem Nest an der Küste auf. Die Jagdintensität ist bei Neumond besonders hoch und damit abhängig vom Mondzyklus. Als Anpassung an die nächtlichen Verhältnisse sind die großen Augen der Vögel besonders lichtempfindlich. Bei ihren Jagdausflügen überwindet sie Entfernungen von mehreren hunderten Kilometern. Sie ernährt sich von Tintenfischen, Krebstieren und anderen Meerestieren, die sie direkt unter der Wasseroberfläche aus dem Flug heraus fängt. Sie stürzt sich in schnellen, spiralförmigen Flug-Manövern auf ihre Beutetiere.

## Fortpflanzung
Die Gabelschwanzmöwe brütet das ganze Jahr über und legt dabei nur ein grünes oder blauweißes, mit violetten Pünktchen versehenes Ei. Das Nest besteht aus einem kleinen Steinhaufen, der zwischen Felsen angelegt wird. Die Brutdauer beträgt 34 Tage. Beide Alt Vögel versorgen das Junge. Erst im Alter von 7 oder 8 Wochen verlässt das Junge das Nest. Danach versorgen die beiden Alt Vögel das Junge noch mehrere Wochen weiter. 

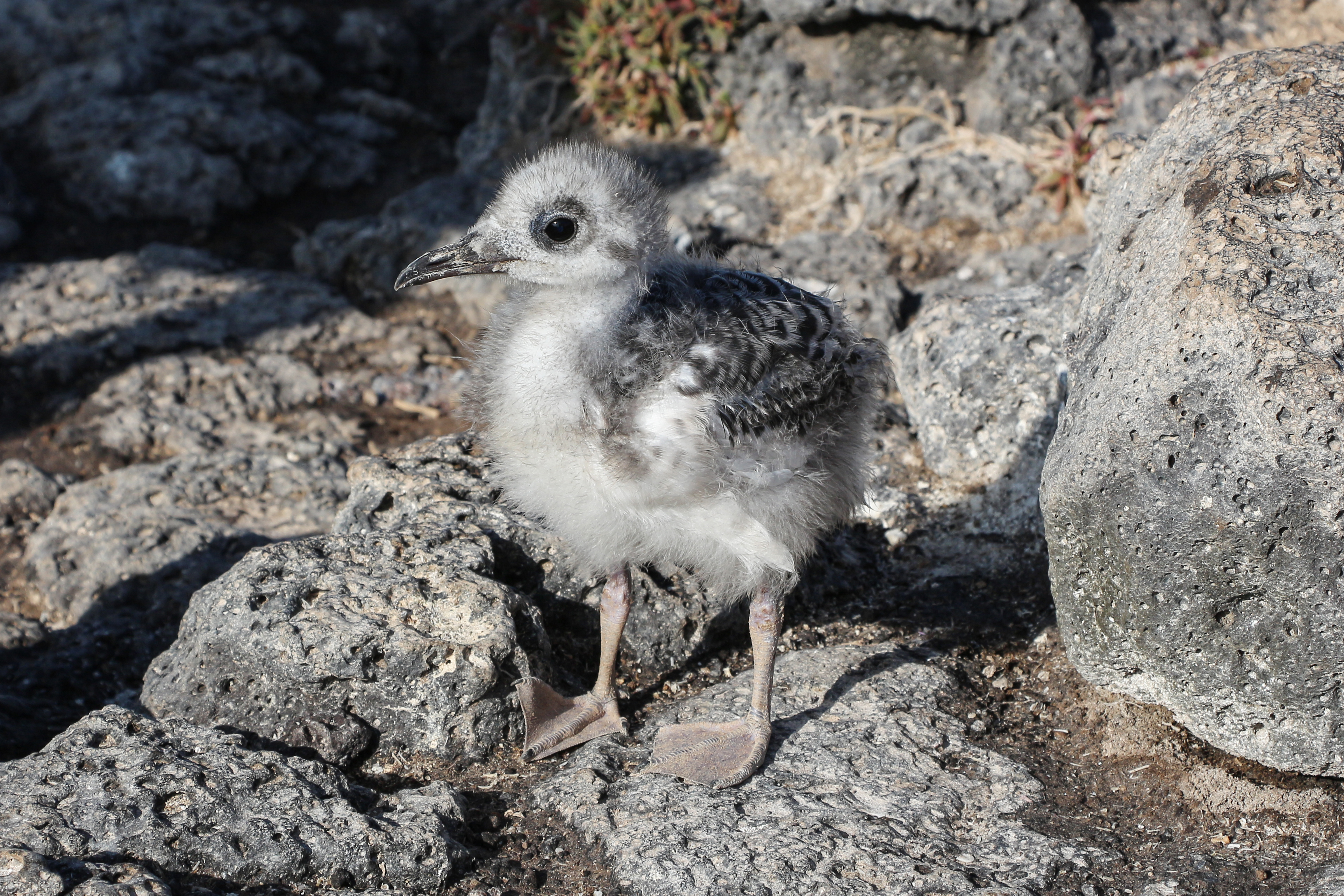
Küken in Tarnfarben
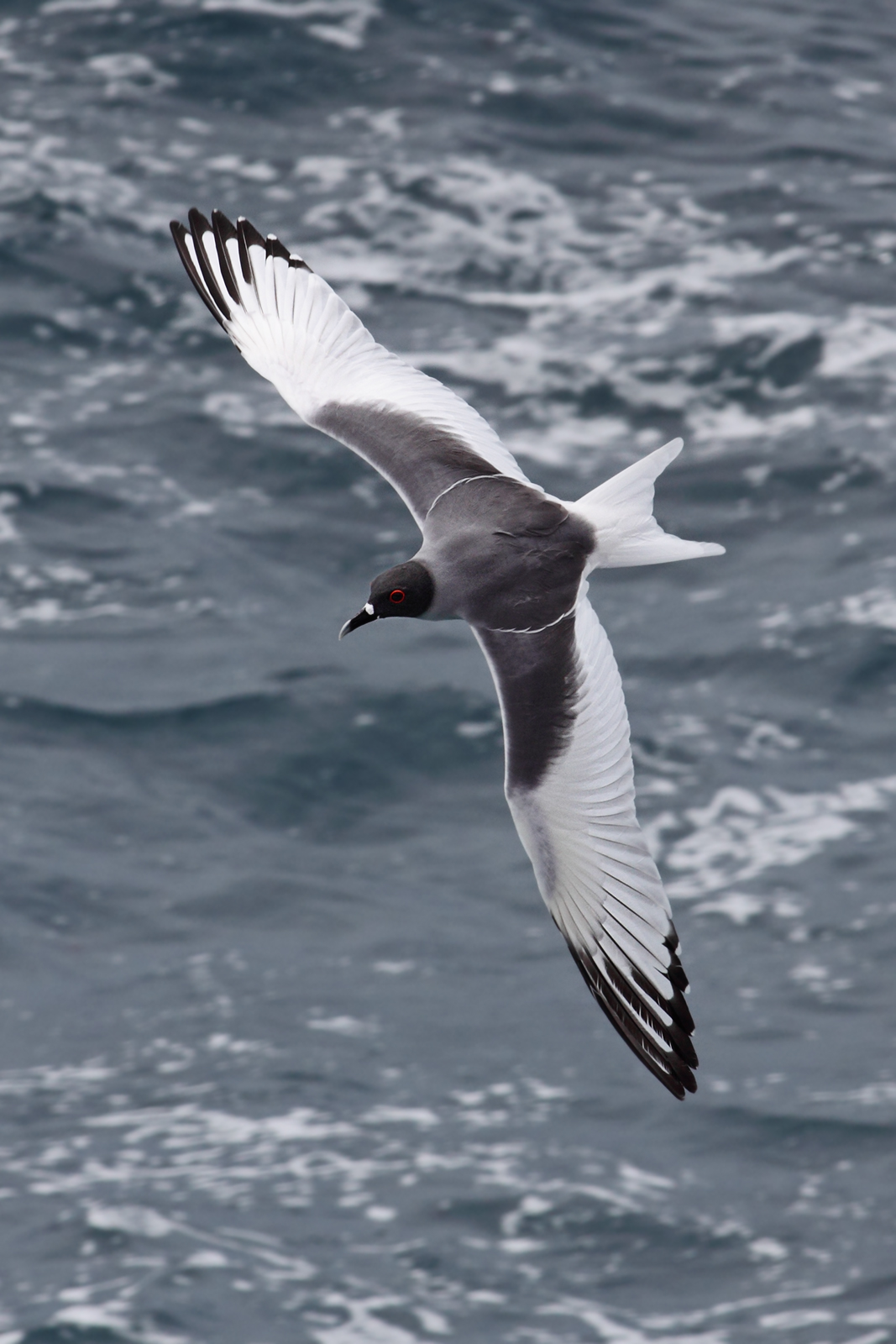
Gabelschwanzmöwe (GFDL 1.2)

## Etymologie und Forschungsgeschichte
1840 beschrieb Neboux die Gabelschwanzmöwe unter dem französischen Trivialnamen Mouette à queue fourchue. Da er keinen wissenschaftlichen Namen vergab, ist diese Veröffentlichung nach den Internationalen Regeln für die Zoologische Nomenklatur keine Erstbeschreibung. Als Fundort nannte er Monterey. Da die Art praktisch nie in nordamerikanischen Gewässern vorkommt, galt der Fundort lange als fragwürdig. Heute weiß man, dass die Art während des El Niño sehr selten als Irrgast in diesem Gebiet vorkommen kann. Eine weitere Erklärung wäre eine Verwechslung der Fundortangaben an den Bälgen, die während der Reise der Fregatte Vénus gesammelt wurden, so dass das Typusexemplar eventuell auf den Galapagos-Inseln erlegt wurde. Der wissenschaftliche Name wurde erstmals im zoologischen Atlas von Voyage autour du monde sur la frégate la Vénus veröffentlicht, der zwischen 1842 und 1846 in mehreren Lieferungen publiziert wurde. Die Illustration der Gabelschwanzmöwe auf Tafel 10 durch Paul Louis Oudart (1796–1860) war Teil der Lieferung 2 aus dem Jahre 1842. Da der Atlas erst 1846 vollständig war, findet man in der Literatur oft fälschlicherweise das Publikationsdatum 1846. Der wissenschaftliche Name auf der Tafel lautete Larus furcatus. 1854 führte Charles Lucien Jules Laurent Bonaparte die Gattung Creagrus für die Gabelschwanzmöwe ein. Dieser Name leitet sich vom griechischen »kreagra κρεαγρα« für »Fleischhaken, Haken«. Der Artname »furcatus« ist das lateinische Wort für »gegabelt«.

## Gefährdung und Schutzmaßnahmen
Aufgrund ihrer weiten Verbreitung und das für diese Art keinerlei Gefährdungen bekannt sind, stuft die IUCN diese Art als (Least Concern) nicht gefährdet ein.